# Mach 1

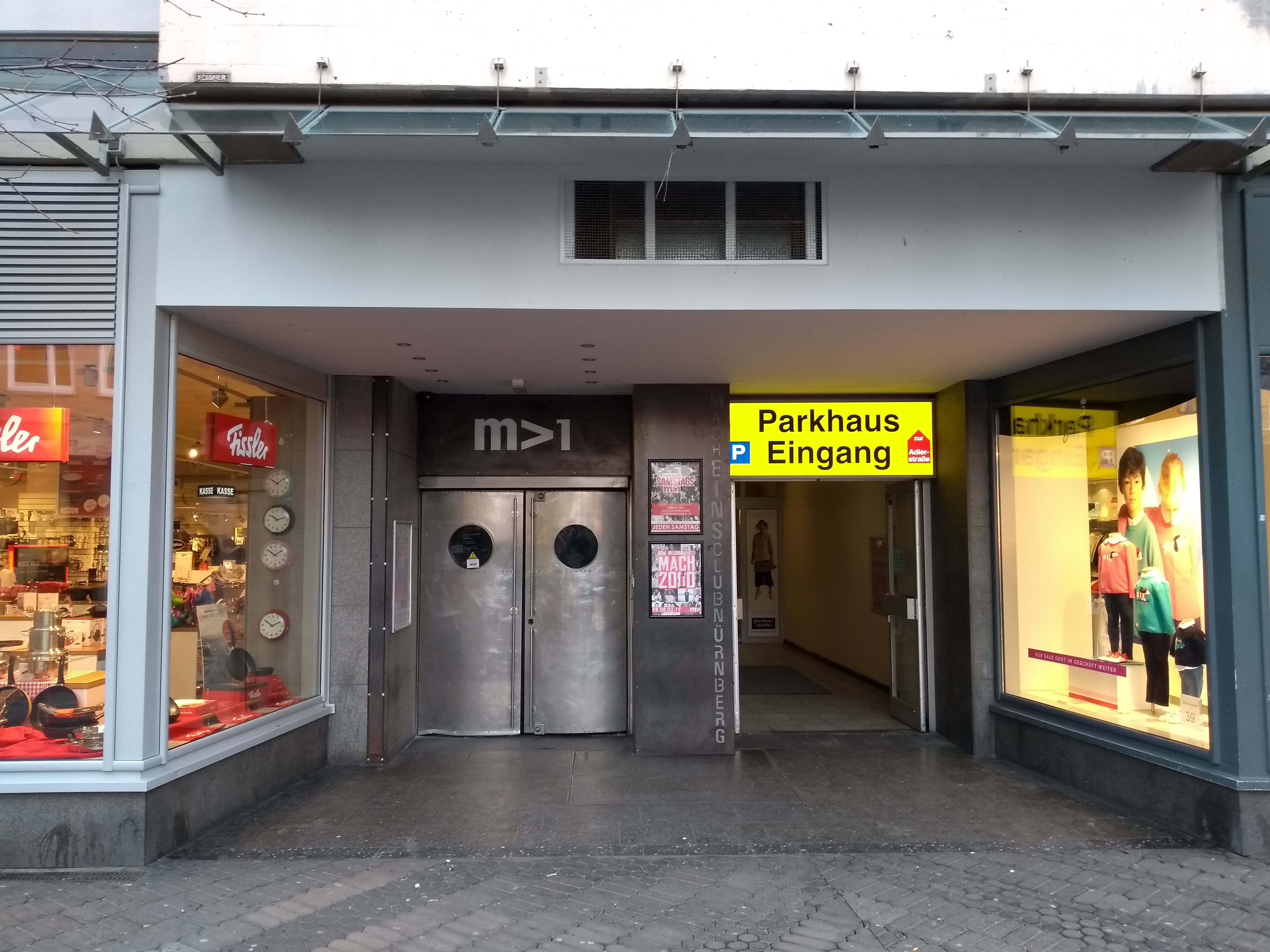
Eingang zum Club (2019)

Der Club Mach 1 (eigene Schreibweisen mach1 und m>1) ist eine der ältesten Diskotheken der Region Nürnberg. Als Nachfolger des Charly M. im Jahr 1987 eröffnet, war der Club in den 1990er Jahren insbesondere als Spielstätte für House in der Technokultur bekannt. Er befindet sich mitten in der Nürnberger Altstadt gegenüber der Fleischbrücke.
Viele internationale DJs traten dort regelmäßig auf. 1996 hatte der britische Sänger und DJ Boy George dort seinen ersten Auftritt in Deutschland. Der Club wurde von Helmut Schmelzer und Andreas Detterbeck gegründet, weitere Betreiber waren Peter Priedoehl, Max Weisshuhn und Wolfgang Boss. Der Club wurde mehrfach umgestaltet. Anfang der 1990er Jahre wurden die Innenräume mit Wänden aus beleuchteten Glasbausteinen ausgestattet. Im Jahr 2008 wurde im Mach 1 die Bravo Supershow veranstaltet.
2024 fand im Mach 1 auch das erste Mal die Auftaktparty Pink Bananas zu den Prideweeks im Rahmen des Nürnberger Christopher Street Days statt. Zuvor fand diese jährlich im Parkcafe im Nürnberger Stadtpark statt.